# Falsa acusação de estupro

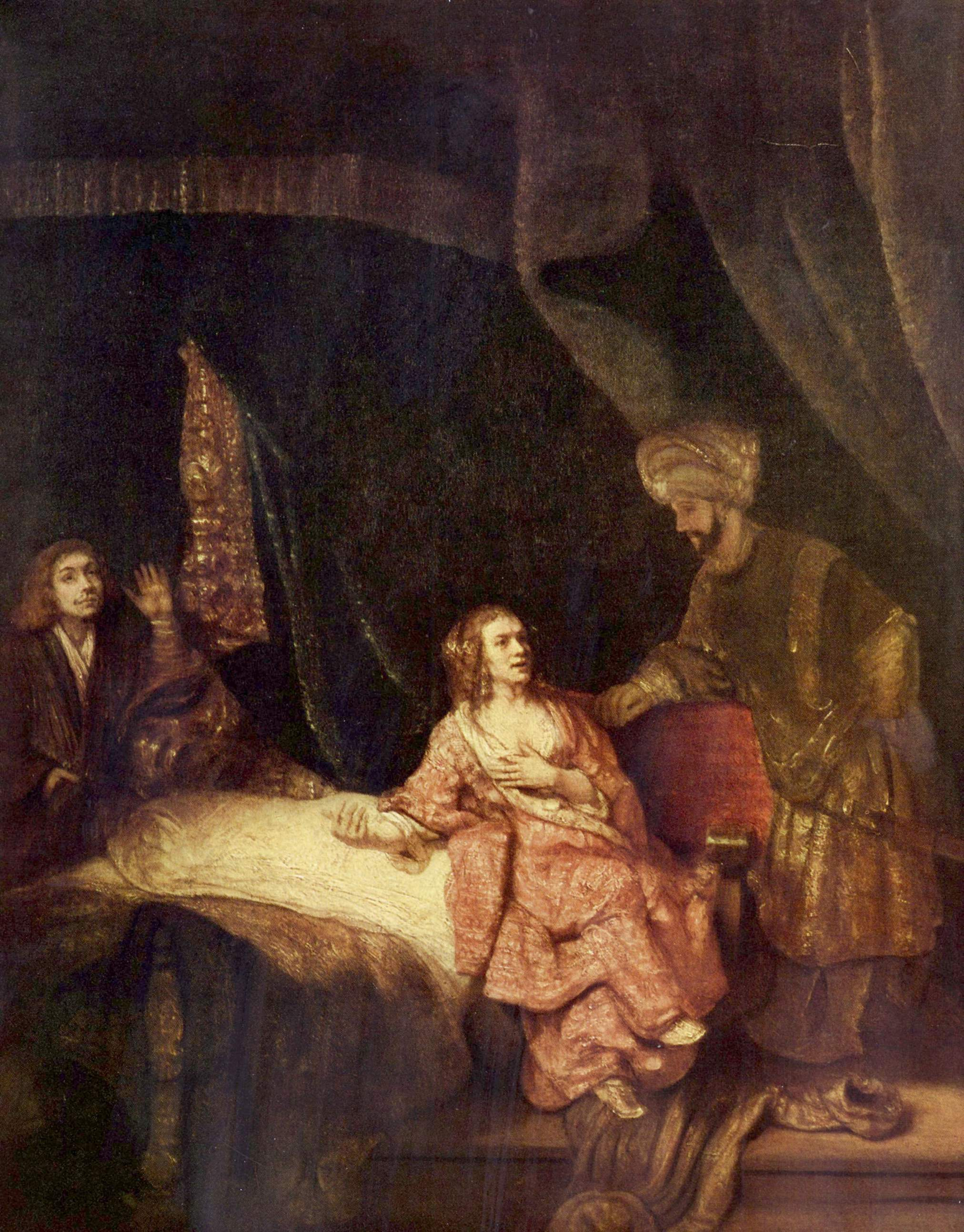
Joseph acusado pela esposa de Potifar por Rembrandt van Rijn, 1655.

Uma falsa acusação de estupro (ou de violação sexual em português europeu) é a notificação intencional de um estupro onde não ocorreu estupro. É difícil avaliar a prevalência de acusações falsas porque muitas vezes são confundidas com casos não processados sob a designação de "infundados". No entanto, nos Estados Unidos, o Uniform Crime Report do FBI em 1996 e o Departamento de Justiça dos Estados Unidos em 1997 relataram que 8% das acusações de estupro após investigação se descobriram ser falsas. Estudos em outros países relataram suas próprias taxas em torno de 1,5% (Dinamarca) para 2-4% (Canadá). Devido a diferentes definições de uma "acusação falsa", a verdadeira percentagem permanece desconhecida.
Principalmente nos Estados Unidos, falsas acusações de estupro têm sido feitas por mulheres brancas contra homens afro-americanos, tendo os brancos maior influência no sistema judicial, muitas vezes resultando em condenações injustas. Tais incidentes historicamente levaram a atos extrajudiciais de violência, como linchamentos.

## Estimativas de prevalência
É extremamente difícil avaliar a prevalência de falsas acusações. Nem todas as jurisdições têm uma classificação distinta de acusação falsa, resultando em casos combinados com outros tipos de casos (por exemplo, quando o acusador não resistiu fisicamente ao suspeito ou sofre lesões) sob títulos como "infundado" ou "não provado". Há muitas razões diferentes da falsidade que podem resultar em um caso de estupro ser fechado como infundado ou não comprovado. DiCanio (1993) afirma que, embora os pesquisadores e os promotores não concordem com a porcentagem exata de alegações falsas, eles geralmente concordam em uma faixa de 2% a 10%.

## Causas
Um acusador pode ter várias motivações para alegar falsamente que foi estuprado. Há desacordo sobre em quantas categorias diferentes eles podem ser colocados. Kanin (1994) os classificou em três: vingança, produzir um álibi ou obter simpatia/atenção. A autora Sandra Newman listou quatro categorias em 2017. De acordo com De Zutter et al. (2017), a divisão de Kanin é inadequada e deve-se reconhecer oito categorias distintas no total:
- Ganho material: receber dinheiro, promoção profissional ou outros benefícios materiais, como alegar ter sido estuprado em propriedade do governo ou por um funcionário do governo para entrar com uma ação judicial contra o governo. "O processo resultante contra o governo normalmente será apenas um em uma série de reivindicações fraudulentas.
- Produzir um álibi: uma alegação falsa é usada para encobrir outro comportamento, como chegar atrasado ou faltar a um compromisso.
- Vingança: retaliar contra uma pessoa antipática prejudicando a reputação, a liberdade ou as finanças.
- Atenção: tentativa de receber qualquer tipo de atenção, positiva ou negativa, por parte de qualquer pessoa.
- Simpatia: um tipo especial de busca de atenção por meio do qual o reclamante tenta melhorar um relacionamento pessoal com um indivíduo específico.
- 'Um estado mental perturbado'; isso pode incluir falsas memórias ("alucinações sexuais") ou mentira patológica.
- Reclassificação: sexo consensual é reclassificado como 'estupro' para a polícia, por causa de seu 'caráter decepcionante ou vergonhoso'. De Zutter et ai. argumenta que deve ser feita uma distinção entre alguns atos durante um encontro sexual consensual que um participante não queria ou não tinha desejo de se envolver, mas mesmo assim deu consentimento (por exemplo, para agradar seu parceiro) por um lado, e estupro (não consensual sexo) por outro, mas que muitos leigos e mesmo alguns estudiosos não fazem esta distinção e confundem os dois.  Muitas vezes, quando relatos de tal 'sexo consensual indesejado' são contados a amigos e familiares, estes últimos interpretam isso como estupro e colocam o queixoso sob pressão para registrar uma queixa.
- Arrependimento: depois de ter feito sexo consensual, o reclamante experimenta sentimentos negativos como nojo, vergonha e tristeza;   quando outros percebem isso e perguntam sobre a origem desses sentimentos negativos, eles tendem a ver o encontro como estupro e pressionam o reclamante a registrar uma queixa.

## Racismo histórico

### Justificativa para linchamentos
Em 1895, Ida B. Wlls publicou The Red Record, que documentou os linchamentos de 1892 e suas causas. Dos 241 linchamentos que ela documentou, estupro e assassinato foram as duas justificativas mais comuns para os linchamentos. Wells descobriu que muitas vítimas de linchamento foram falsamente acusadas de estupro ou algum outro crime porque se envolveram em competição econômica com empresas pertencentes a brancos.   Análises subsequentes confirmaram o argumento de Wells de que a competição econômica causou linchamentos e descobriu que os linchamentos aumentaram durante tempos econômicos difíceis. Em outros casos, homens afro-americanos tiveram relações sexuais consensuais com mulheres brancas e foram linchados depois que os relacionamentos foram descobertos por outras pessoas.
Na Louisiana, o estupro foi o segundo motivo mais comum usado entre 1889 e 1896 para justificar um linchamento. Em uma pesquisa feita na década de 1930 em uma pequena cidade do Mississippi, 60% dos entrevistados afirmaram que o linchamento era uma resposta apropriada a um caso de estupro e que era necessário manter a lei e a ordem e proteger as mulheres brancas.

### Jim Crow
Existem vários casos notáveis de violência após uma acusação de estupro durante a era Jim Crow. 
No Massacre da corrida de Tulsa em 1921, multidões de brancos mataram entre 75 e 300 pessoas, a maioria negras, e feriram outras 800 pessoas. O massacre começou com uma falsa alegação de que um engraxate negro de 19 anos havia tentado estuprar um ascensorista branco de 17 anos.
O Massacre de Rosewood em 1923 começou depois que uma mulher branca nas proximidades de Sumner alegou que havia sido agredida fisicamente por um homem negro de Rosewood. Circularam rumores de que ela foi estuprada e roubada. Uma multidão enfurecida cercou uma casa que estava cheia de moradores negros e um impasse se seguiu. A multidão matou várias pessoas dentro da casa e dois brancos foram mortos fora dela. Este evento atraiu multidões furiosas adicionais que arrasaram Rosewood no chão. Moradores negros fugiram para a floresta, fugiram em carros e escaparam em um trem.   No mínimo, oito negros e dois brancos foram mortos, mas é possível que até 150 residentes negros tenham sido mortos.  

Os Scottsboro Boys

Duas mulheres brancas acusaram falsamente os Scottsboro Boys, um grupo de nove meninos e jovens afro-americanos, de estupro em um trem em 1931. Eles embarcaram em um trem cruzando as fronteiras do estado na esperança de encontrar trabalho, mas foram parados pela polícia. Dizia-se que uma das acusadoras era "uma prostituta de rua comum do tipo mais baixo" que estava perguntando a "homens negros" sobre o tamanho de suas "partes íntimas". Ela tinha fama de beber muito. Com medo de serem presos por violar a Lei Mann, eles disseram à polícia que haviam sido estuprados por nove homens negros que estavam a bordo do trem. Os sulistas brancos argumentaram que as histórias de prostituição das mulheres não deveriam impactar o caso, nas palavras de um relato contemporâneo "[ela] pode ser uma mulher caída, mas por Deus ela é uma mulher branca." A multidão que se reuniu para linchar os homens só foi dispersada pela garantia de um julgamento rápido.
O caso inspirou um movimento nacional para libertar os homens. Oito dos meninos foram considerados culpados e o caso foi apelado para a Suprema Corte do Alabama e, em seguida, para a Suprema Corte dos Estados Unidos  duas vezes. Em Powell v. Alabama, a Suprema Corte dos Estados Unidos reverteu a decisão da Suprema Corte do Alabama porque considerou que os réus não tinham advogados adequados. Em Patterson v. Alabama, a Suprema Corte dos Estados Unidos enviou o caso de volta ao Alabama para novo julgamento porque o júri da Suprema Corte do Alabama havia excluído os afro-americanos, uma violação da Cláusula de Proteção Igualitária da Décima Quarta Emenda. Cinco dos nove meninos de Scottsboro foram considerados culpados e condenados à prisão. Em 2013, o conselho de liberdade condicional do Alabama votou para conceder perdões póstumos a todos os meninos de Scottsboro que não haviam sido perdoados anteriormente porque suas condenações não haviam sido anuladas.  

## Regiões

### Brasil
No Brasil inexistem estatísticas ou dados sobre a incidência de falsas denúncias de estupro.
Em 27 de maio de 2012, comentando sobre alienação parental, uma psicóloga afirmou que 80% das denúncias de estupro contra crianças eram falsas, inventadas pela mãe da criança recém-separada para restringir as visitas do pai ao filho. mais tarde, essa reportagem foi um incentivo para uma proposta de lei de dezembro de 2016, a proposta enviada por um cidadão do estado de São Paulo para o Portal e-Cidadania, do Senado Federal, sugeria tornar a falsa acusação de estupro em crime hediondo e inafiançável. O texto inicial da proposta fazia menção à reportagem sobre a alienação parental. Após atingir 20 mil apoios de outros internautas, a proposta foi encaminhada para a Comissão de Direitos Humanos e Legislação Participativa. Em agosto de 2017, a Comissão aprovou o relatório da Senadora Gleisi Hoffmann (PT/PR) pela rejeição da Sugestão Legislativa n° 7 de 2017, justificando que a legislação em vigor já contempla a ideia nos arts. 339 e 340, do Código Penal, na Lei n. 12.318/2010 e nos arts. 1.573, 1.632 e 1.814, do Código Civil.